# Ceromya pendleburyi
Ceromya pendleburyi är en tvåvingeart som först beskrevs av Malloch 1930.  Ceromya pendleburyi ingår i släktet Ceromya och familjen parasitflugor. Inga underarter finns listade i Catalogue of Life.